# José Luis Burgueña
José Luis Burgueña Arroyo (Bilbao, España; 5 de marzo de 1954) fue un futbolista español que se desempeñaba como guardameta.
Fue tercer portero del Athletic Club en la temporada 1977-78, sin llegar a debutar. Disputó 42 partidos en Primera División con el CD Málaga (30) y el Elche (12). Después de su retirada tuvo una etapa como entrenador en diversos equipos de Andalucía de la Segunda B como el Estepona, Poli Ejido o Balompédica Linense. También tuvo una breve etapa como director general del CD Badajoz en la temporada 2009-10.
Es padre del exfutbolista Xabier Burgueña.

## Clubes

### como jugador
| Club                       | País   | Año         |
| -------------------------- | ------ | ----------- |
| Sociedad Deportiva Zamudio | España | 1972 - 1973 |
| Bilbao Athletic            | España | 1973 - 1976 |
| Sestao Sport Club          | España | 1976 - 1977 |
| Athletic Club              | España | 1977 - 1978 |
| CD Málaga                  | España | 1978 - 1984 |
| Elche CF                   | España | 1984 - 1985 |
| AD Ceuta                   | España | 1985 - 1986 |
| CD Málaga                  | España | 1986 - 1987 |
| Córdoba Club de Fútbol     | España | 1987 - 1989 |

### como entrenador
| Club           | País   | Año         |
| -------------- | ------ | ----------- |
| Unión Estepona | España | 1992 - 1994 |
| Poli Ejido     | España | 1996 - 1997 |
| UD Marbella    | España | 2001 - 2004 |
| RC Portuense   | España | 2006 - 2007 |
| RB Linense     | España | 2008        |
| Unión Estepona | España | 2010 - 2011 |